# Парк Слави (Жовті Води)
Парк Слави — центральний міський парк міста Жовті Води у Дніпропетровській області.
Парк закладено під час розширення міста і будівництва палацу культури, він займає близько 20 соток і знаходиться в центрі міста. Тут можна знайти кілька фонтанів, кафе, площі та кілька історичних пам'яток міста.
Окрім відпочинку городян, парк є популярним місцем для зустрічей і проведення заходів.

## Пам'ятки
Палац культури або «Центр народної культури та дозвілля» було побудовано напередодні 40-ї річниці Жовтневого перевороту, 6 листопада 1957 року в експлуатацію. Його центральне приміщення нині призначено для проведення культурних заходів, тут міститься зал на 720 місць і місцевий ЗАГС. Споруда спочатку планувалась як «палац культури Леніна», цим займався російський архітектор Олексій Олександров. Через унікальність побудови палац 1985 року було включено до списку пам'яток архітектури обласної Дніпропетровської ради.
11,5-метрова статуя «героям визвольної війни українського народу 1648—1654» років зображує козаків Богдана Хмельницького, Івана Богуна і Максима Кривоноса. Пам'ятник символізує Хмельницьке повстання проти Польсько-Литовського царства. Перший бій пройшов саме в Жовтих Водах.
У парку розташовано у пам'ять про полеглих воїнів у роки Другої світової війни пам'ятник з Вічним вогнем, Меморіал у пам'ять про Голодомор, масовий голод 1932—1933 років, пам'ятник на честь загиблих в під час Катастрофи на Чорнобильській АЕС і пам'ятник Леніну 1967 року. Останній було демонтовано в результаті процесу Декомунізації після подій Євромайдану. Це сталось в грудні 2014-го, коли з допомогою крану пам'ятник було демонтовано і перенесено до історичного музею.

## Галерея

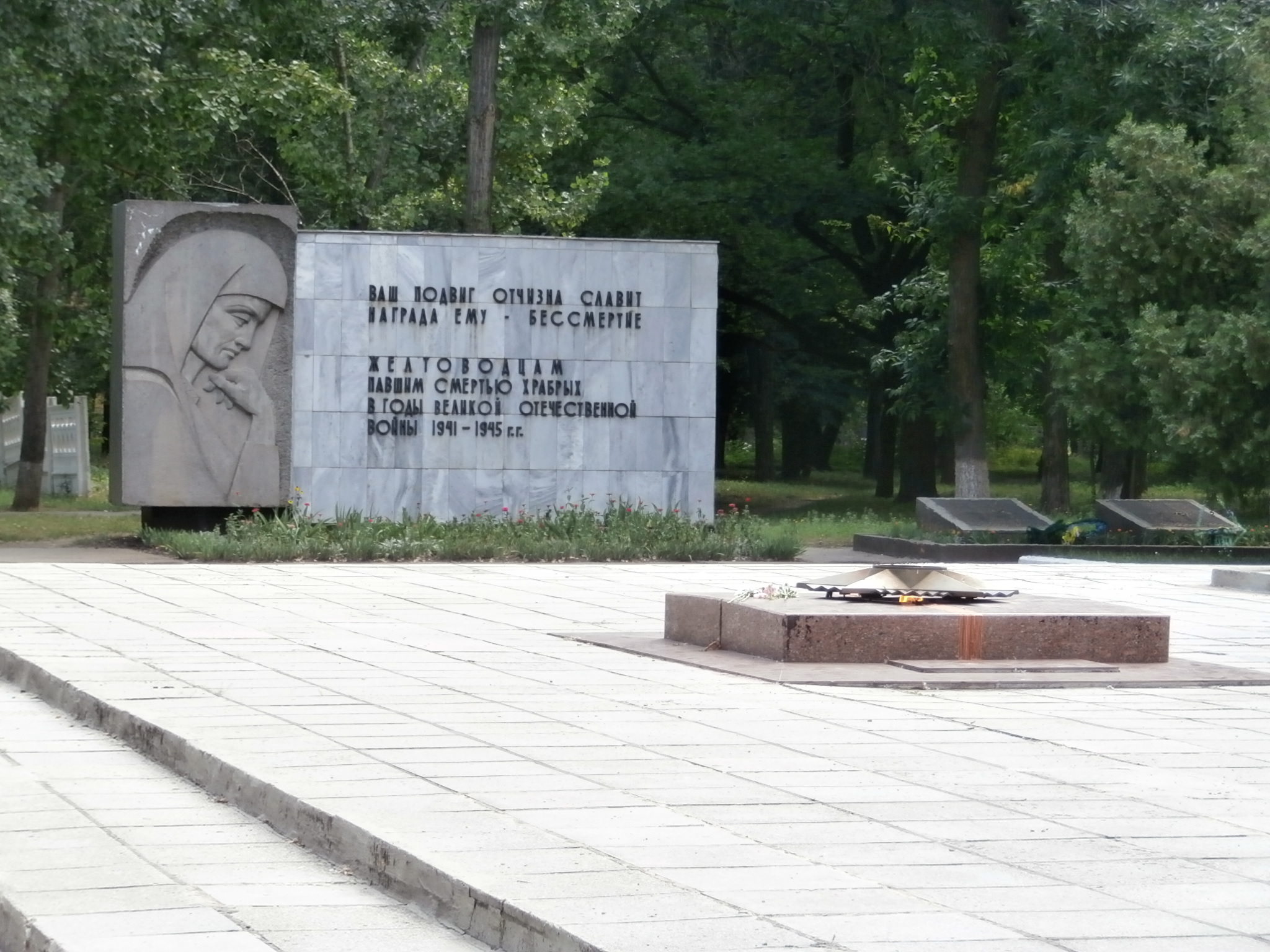
Вічний вогонь
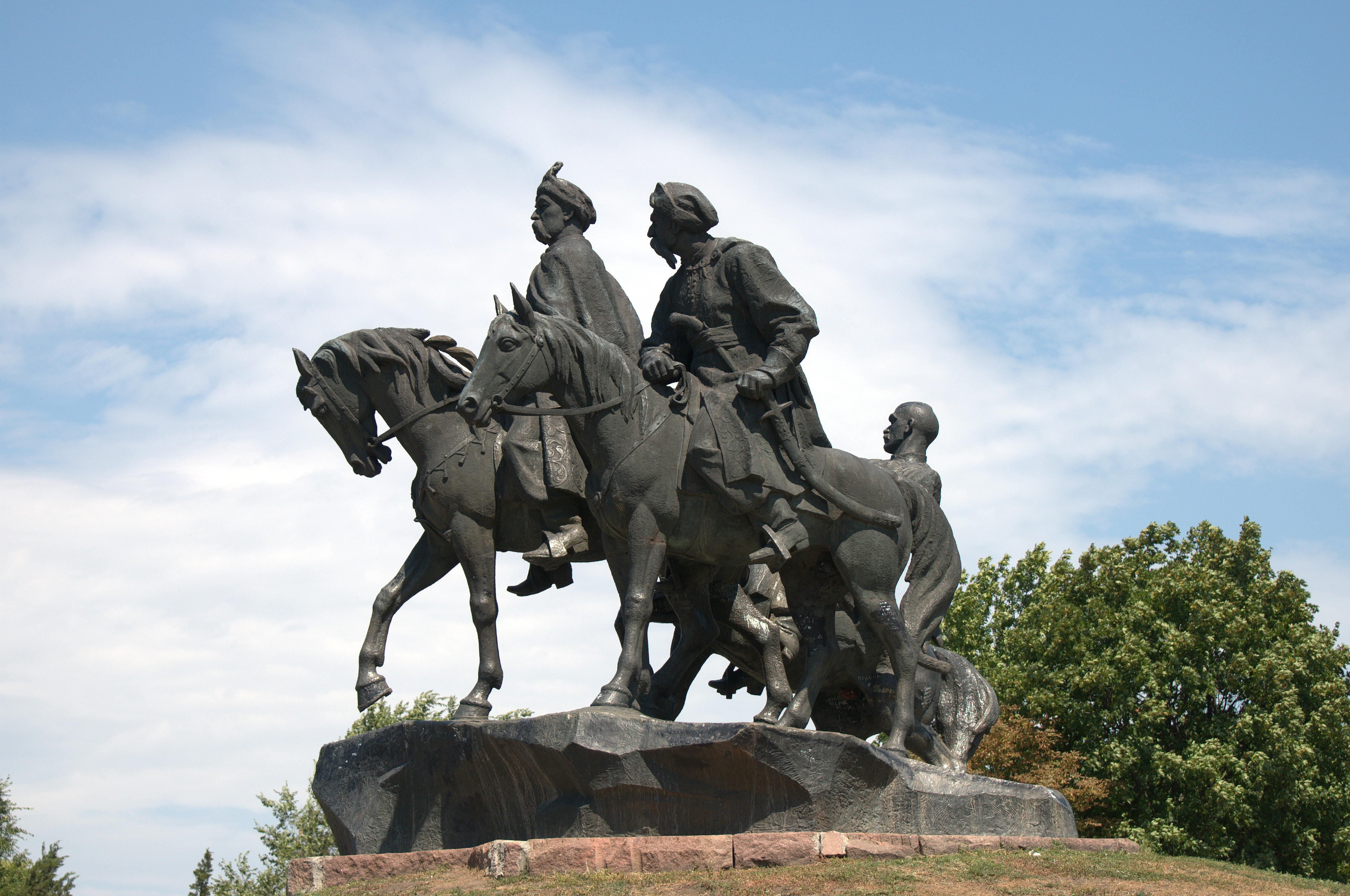
Кінна статуя героям визвольної війни українського народу 1648-1654 років

## Біографія
1. ↑  Демонстрацію протесту в місті жовті Води [Архівовано 12 серпня 2013 у Wayback Machine.] (українська).
2. ↑  Урановий завод Vostgok палац культури [Архівовано 17 січня 2017 у Wayback Machine.] (українська).
3. ↑  Відео падіння Пам'ятника в місті жовті Води [Архівовано 17 серпня 2016 у Wayback Machine.], статичний з першоджерела 27.